# Lepidodactylus oligoporus
Lepidodactylus oligoporus là một loài thằn lằn trong họ Gekkonidae. Loài này được Buden mô tả khoa học đầu tiên năm 2007.